# The Dream of the Blue Turtles
| Recensione        | Giudizio   |
| ----------------- | ---------- |
| AllMusic          |            |
| Chicago Tribune   |            |
| Los Angeles Times | (Positivo) |
| Rolling Stone     |            |
| Robert Christgau  | (C+)       |

The Dream of the Blue Turtles è il primo album da solista del cantante britannico Sting, pubblicato nel giugno del 1985, un anno dopo lo scioglimento non ufficiale del suo gruppo, i Police. Il titolo deriva da uno strano sogno fatto da Sting.
Anche se non ha avuto un successo commerciale pari a quello dell'ultimo lavoro dei Police, Synchronicity, l'album è comunque riuscito a raggiungere il terzo posto della Official Albums Chart nel Regno Unito e il secondo posto della Billboard 200 negli Stati Uniti. In Italia ha raggiunto invece la prima posizione in classifica ed è alla fine risultato l'album più venduto del 1985 da un artista straniero. È inoltre stato il primo album su compact disc insignito del disco di platino per le vendite in Italia.
L'album contiene il primo successo di Sting dopo i Police, ovvero If You Love Somebody Set Them Free. Nonostante abbia raggiunto il terzo posto negli Stati Uniti, il singolo è stato un relativo flop nel Regno Unito, dove la traccia di maggior successo dell'album è stata Russians (canzone che tratta il delicato tema della guerra fredda che negli anni ottanta aveva raggiunto il suo picco).
Il lavoro di registrazione e produzione dietro questo album è documentato nel film Bring on the Night, insieme a filmati del tour mondiale che ne è conseguito.
L'album ha ricevuto quattro candidature ai Grammy Awards del 1986 nelle categorie Album dell'anno, Miglior interpretazione vocale maschile, Miglior interpretazione Jazz non strumentale e Miglior sonoro per un album non-classico, senza tuttavia trionfare in nessuna di queste.

## Il disco
Lo stile musicale di The Dream of the Blue Turtles riprende in parte il discorso fino ad allora intrapreso da Sting con il suo ex-gruppo, i Police, con l'introduzione di nuove influenze e le contaminazioni del mondo jazz, a cominciare dalla title track, che è una breve traccia strumentale, il cui titolo Sting ha dichiarato essere ispirato proprio da un suo sogno, le cui immagini di tartarughe blu avrebbero danzato al suono della stessa musica che poi avrebbe composto. Influenze jazz (di matrice più "nera") si trovano anche nel singolo If You Love Somebody Set Them Free che si presenta tuttavia come un brano marcatamente pop; il jazz compare anche come fonte di ispirazione per Children's Crusade che si sviluppa su un timbro pop e con un assolo rock (il brano affronta la piaga delle moderne crociate dei bambini). Atmosfere più rarefatte tornano dunque, dopo un percorso piuttosto eclettico, nella seconda parte dell'album, si mescolano a echi di afro-music in We Work the Black Seam (riferita allo sciopero dei minatori britannici del 1984-1985), e si fanno più fumose e spurie nelle due tracce che precedono e seguono la breve title-track, rispettivamente in Consider Me Gone, e nella notturna Moon over Bourbon Street (ispirata alle vicende del vampiro Louis del romanzo Intervista col vampiro di Anne Rice), concludendosi con un registro più rock nella filosofica Fortress Around Your Heart, che riprende i tappeti di basso e batteria che avevano fatto la fortuna dei Police.
Le prime impressioni positive del pubblico, che accolse il nuovo corso di Sting quasi a scatola chiusa, riconoscendo nel suo estro l'eminenza grigia dei Police, arrivarono invece dalle tracce incluse nella prima parte dell'album: anche la seconda e terza traccia furono pubblicate come singolo, sia Love Is the Seventh Wave, sia Russians. Nella prima, in registro reggae "bianco", Sting non rinunciò al suo vezzo di autocitarsi e infatti nel finale rimanda ai versi di Every Breath You Take (famosa hit dei Police), nella seconda, il tema prende di petto la questione della guerra fredda, schierandosi a favore del buonsenso del governo allora ancora sovietico il quale, secondo Sting, non avrebbe assecondato le mire guerrafondaie del governo statunitense, e preserva quindi l'intera umanità da prospettive catastrofiche. Russians ottenne un successo a livello europeo nella primavera seguente all'uscita dell'album, che corrispose al tour mondiale di Sting (che la presentò tra l'altro anche al Festival di Sanremo del 1986 in qualità di ospite speciale), successo atipico considerando lo stile classicheggiante e ieratico, anche nella scansione della melodia cantata, con cui si propose, con tanto di ripresa di un tema da un concerto del russo Sergei Prokofiev, singolo che permise allo stesso album di ottenere una permanenza piuttosto longeva nelle classifiche mondiali, inclusa l'Italia dove l'approdo nella top 10 avvenne in due stagioni differenti (con la prima posizione raggiunta soltanto nel marzo del 1986), evento piuttosto insolito in quel periodo. Un'altra nota caratteristica di questo album è la riproposizione del pezzo reggae Shadows in the Rain, già inserito nell'album Zenyatta Mondatta dei Police, che in questa nuova veste si arricchisce di un arrangiamento che si avvicina al jazz.

## Tracce
Testi e musiche di Sting, eccetto dove indicato.
1. If You Love Somebody Set Them Free – 4:14
2. Love Is the Seventh Wave – 3:30
3. Russians – 3:57 (Prokofiev, Sting)
4. Children's Crusade – 5:00
5. Shadows in the Rain – 4:56
6. We Work the Black Seam – 5:40
7. Consider Me Gone – 4:21
8. The Dream of the Blue Turtles – 1:15
9. Moon over Bourbon Street – 3:59
10. Fortress Around Your Heart – 4:48

## Formazione
- Sting – voce, chitarra, contrabbasso in Moon Over Bourbon Street
- Omar Hakim – batteria
- Darryl Jones – basso
- Kenny Kirkland – tastiere
- Branford Marsalis – sassofono, percussioni varie
- Dollette McDonald – cori
- Janice Pendarvis – cori

### Altri musicisti
- Pete Smith – cori addizionali
- Danny Quatrochi – cori addizionali, synclavier
- Elliot Jones – cori addizionali
- Jane Alexander – cori addizionali
- Vic Garbarini – cori addizionali
- The Nannies Chorus – cori addizionali
- Rosemary Purt – cori addizionali
- Stephanie Crewdson – cori addizionali
- Joe Sumner – cori addizionali
- Kate Sumner – cori addizionali
- Michael Sumner – cori addizionali
- Pamela Quinlan – cori addizionali
- Dominic Muldowney – arrangiamento in Moon Over Bourbon Street
- Eddy Grant – conga in Consider Me Gone
- Frank Opolko – trombone in Love Is the Seventh Wave
- Robert Ashworth – chitarra addizionale

### Produzione
- Pete Smith e Jim Scott – ingegneria del suono
- Pete Smith e Sting – produzione
- Max Vadukul e Danny Quatrochi – fotografia
- Michael Ross e Richard Frankel – direzione artistica
- Registrato presso i Blue Wave Studio di Saint Philip (Barbados) e Le Studio di Québec (Canada)

## Classifiche

### Classifiche settimanali
| Classifica (1985/86) | Posizione massima |
| -------------------- | ----------------- |
| Australia            | 1                 |
| Austria              | 13                |
| Canada               | 4                 |
| Francia              | 4                 |
| Germania             | 4                 |
| Finlandia            | 11                |
| Giappone             | 9                 |
| Italia               | 1                 |
| Nuova Zelanda        | 4                 |
| Norvegia             | 4                 |
| Paesi Bassi          | 1                 |
| Regno Unito          | 3                 |
| Spagna               | 4                 |
| Stati Uniti          | 2                 |
| Svezia               | 5                 |
| Svizzera             | 6                 |

### Classifiche di fine anno
| Classifica (1985) | Posizione |
| ----------------- | --------- |
| Australia         | 18        |
| Canada            | 12        |
| Francia           | 5         |
| Giappone          | 71        |
| Italia            | 2         |
| Paesi Bassi       | 5         |
| Regno Unito       | 37        |
| Spagna]           | 20        |
| Stati Uniti       | 50        |
| Svizzera          | 27        |

| Classifica (1986) | Posizione |
| ----------------- | --------- |
| Australia         | 7         |
| Canada            | 71        |
| Stati Uniti       | 33        |
| Regno Unito       | 41        |

## Singoli
| Anno | Titolo                             | USA | USA Mainstream | USA R&B | UK |
| ---- | ---------------------------------- | --- | -------------- | ------- | -- |
| 1985 | If You Love Somebody Set Them Free | 3   | 1              | 17      | 25 |
| 1985 | Love Is the Seventh Wave           | 17  | 19             | —       | 41 |
| 1985 | Fortress Around Your Heart         | 8   | 1              | —       | 49 |
| 1985 | Russians                           | 16  | 34             | —       | 12 |
| 1986 | Moon over Bourbon Street           | —   | —              | —       | 44 |

## Tour promozionale
Per promuovere l'album, Sting intraprese il suo primo tour mondiale da solista. Il tour ebbe inizio pochi mesi prima dell'uscita di The Dream of the Blue Turtles e partì il 25 febbraio 1985 dal Ritz di New York per concludersi l'8 giugno 1986 alla McNichols Sports Arena di Denver (Colorado). Per quanto riguarda l'Italia, il tour fece tappa nelle seguenti date:
- 03/12/1985 - Roma - PalaEur
- 04/12/1985 - Roma - PalaEur
- 06/12/1985 - Milano - Teatro Tenda
- 07/12/1985 - Milano - Teatro Tenda
- 05/02/1986 - Milano - Teatro Tenda
- 06/02/1986 - Milano - Teatro Tenda

Alcune tracce registrate dal vivo durante la seconda data al PalaEur sono state inserite nell'album dal vivo Bring on the Night, pubblicato nel 1986.
Le date di Milano erano inizialmente previste al Palasport di San Siro, ma a causa dei danni provocati dalla nevicata del 1985 i concerti sono stati spostati in un rudimentale Teatro Tenda (inaugurato nel settembre dell'anno dopo come PalaTrussardi) che era in grado di ospitare a malapena metà dei possessori dei biglietti. Le due date previste si sono per cui trasformate in quattro.